# Ле Грације (Мачерата)
Ле Грације (итал. Le Grazie) насеље је у Италији у округу Мачерата, региону Марке.
Према процени из 2011. у насељу је живело 307 становника. Насеље се налази на надморској висини од 239 м.